# Elecciones parlamentarias de Letonia de 1993
Las elecciones generales de Letonia de 1993 se realizaron el 5 y el 6 de junio para elegir a los 100 diputados del primer Seimas de la nueva República de Letonia. Fueron las primeras elecciones que se celebraban después de la disolución de la Unión Soviética y la restauración de la independencia total de Letonia, y las segundas elecciones democráticas después de las de 1990. A pesar de que hubo una participación del 91.18% del electorado registrado (la concurrencia más alta de la historia electoral de Letonia), solo el 66-75% de los residentes letones calificaron para votar, y la mayoría de los que no pudieron votar eran rusos.
El 4 de mayo de 1990, el Soviet Supremo de la República Socialista Soviética de Letonia adoptó la Declaración sobre la Renovación de la Independencia de la República de Letonia. Declaró un período de transición que conduciría a la plena independencia de Letonia. La autoridad legislativa estuvo conferida a un órgano provisional, el Consejo Supremo, que fue elegido en marzo de 1990. La plena soberanía se alcanzó en septiembre de 1991.
En diciembre de 1992, el Consejo Supremo anunció que las elecciones se celebrarían los días 5 y 6 de junio de 1993. Se presentaron un total de 879 candidatos de 23 partidos, movimientos o coaliciones preelectorales, y la mayoría de los candidatos procedían del Partido Por la Patria y la Libertad, la Unión de Agricultores y Vía Letona. La campaña electoral de 120 días se centró principalmente en cuestiones económicas y en la cuestión de si la población de habla rusa debería tener derecho a votar. De hecho, sólo la mitad de esa población había obtenido la ciudadanía letona y, por tanto, tenía derecho a votar.
Los resultados de las elecciones, consideradas las primeras verdaderamente libres en Letonia en 62 años, 23 partidos políticos participaron en las elecciones, aunque solo ocho cruzaron el umbral del 4% para recibir escaños. El partido centroderechista Vía Letona, del hasta entonces primer ministro Ivars Godmanis y por el presidente interino de la República, Anatolijs Gorbunovs, obtuvo una amplia victoria, pero sin alcanzar la mayoría absoluta, por lo que su candidato, Valdis Birkavs, debió formar una coalición con la Unión de Agricultores Letones para poder gobernar. Sin embargo, la coalición solo obtuvo el apoyo de 48 de los 100 parlamentarios, lo que significa que dependía en gran medida de los partidos de la oposición para garantizar una mayoría parlamentaria. Le siguieron el ultraderechista Movimiento por la Independencia Nacional de Letonia (LNNK) y el partido Armonía por Letonia. El primero había abogado por el restablecimiento de la población de antes de la guerra, en la que los letones étnicos constituían el 75% del total, mientras que el segundo había pedido la integración de la población migrante de habla rusa. En total, ocho grupos políticos (en su mayoría centristas y de centro derecha) obtuvieron al menos el 4% de los votos y, por tanto, tenían derecho a escaños en el nuevo Parlamento, el Saeima; entre los excluidos estaba el Frente Popular de Letonia, el partido más numeroso en el Consejo Supremo saliente. Las elecciones fueron observadas por varios países y organizaciones internacionales y en general se reconoció que habían sido libres y justas.
El 7 de julio, Guntis Ulmanis, de la Unión de Agricultores, fue elegido Presidente de la República por la Saeima. Valdis Birkavs, de Vía Letona, se convirtió en Primer Ministro al día siguiente y, el 20 de julio, se confirmó su Consejo de Ministros.

## Sistema electoral
La Constitución de la República de Letonia estipula que la Saeima se elige en elecciones equitativas, directas, secretas, libres y proporcionales, asignando escaños a los partidos que obtienen al menos el 5 % de los votos según el método Webster/Senlaghe. Las elecciones suelen celebrarse una vez cada cuatro años, el primer sábado de octubre, pero el presidente de Letonia tiene derecho a celebrar elecciones extraordinarias. Los ciudadanos de pleno derecho de Letonia que hayan cumplido dieciocho años el día de las elecciones tienen derecho a votar. Cualquier ciudadano de pleno derecho de Letonia que tenga más de veintiún años el primer día de las elecciones puede ser elegido miembro de la Saeima.

## Resultados
| Partidos                  | Partidos                                                   | Votos     | %      | Escaños |
| ------------------------- | ---------------------------------------------------------- | --------- | ------ | ------- |
|                           | Vía Letona (LC)                                            | 362.473   | 32,41  | 36      |
|                           | Movimiento de la Independencia Nacional Letona (LNNK)      | 149.347   | 13,35  | 15      |
|                           | Armonía para Letonia - Reactivación de la Economía (SL-AP) | 134.289   | 12,01  | 13      |
|                           | Unión de Agricultores de Letonia (LZS)                     | 119.116   | 10,65  | 12      |
|                           | Igualdad de Derechos (Līdztiesība)                         | 64.444    | 5,76   | 7       |
|                           | Por la Patria y la Libertad (TB)                           | 59.855    | 5,35   | 6       |
|                           | Unión Demócrata Cristiana (KDS)                            | 56.057    | 5,01   | 6       |
|                           | Partido del Centro Democrático (DCP)                       | 53.303    | 4,77   | 5       |
|                           |                                                            |           |        |         |
|                           | Frente Popular de Letonia (LTF)                            | 29.396    | 2,63   | 0       |
|                           | Lista Verde (ZS)                                           | 13.362    | 1,19   | 0       |
|                           | Partido de los Ciudadanos Rusos en Letonia (KNDS)          | 13.006    | 1,16   | 0       |
|                           | Partido Democrático Obrero Letón (LDDP)                    | 10.509    | 0,94   | 0       |
|                           | Unión Electoral "Felicidad de Letonia" (VALL)              | 9.814     | 0,88   | 0       |
|                           | Unión Ciudadana "Nuestro Lugar (PKMZ)                      | 8.687     | 0,78   | 0       |
|                           | Liga de la Actividad Económica (SRL)                       | 8.333     | 0,75   | 0       |
|                           | Partido Socialdemócrata Obrero Letón (LSDSP)               | 7.416     | 0,66   | 0       |
|                           | Unión Anticomunista (PA)                                   | 5.954     | 0,53   | 0       |
|                           | Plataforma Republicana (RP)                                | 5.075     | 0,45   | 0       |
|                           | Conservadores y Campesinos (KuZ)                           | 2.797     | 0,25   | 0       |
|                           | Unión de Independientes (NS)                               | 1.968     | 0,18   | 0       |
|                           | Partido Liberal Letón (LLP)                                | 1.520     | 0,14   | 0       |
|                           | Partido Unido Letón (LVP)                                  | 1.070     | 0,10   | 0       |
|                           | Alianza Liberal (LA)                                       | 525       | 0,05   | 0       |
|                           |                                                            |           |        |         |
| Votos válidos             | Votos válidos                                              | 1,118,316 | 98,60  |         |
| Votos en blanco/anulados  | Votos en blanco/anulados                                   | 15.888    | 1,40   |         |
| Total                     | Total                                                      | 1.134.204 | 100.00 | 100     |
| Registrados/Participación | Registrados/Participación                                  | 1.243.956 | 91.18  | –       |
| Fuente: Nohlen & Stöver   |                                                            |           |        |         |